# صهيونية اشتراكية
الصهيونية الاشتراكية أو الصهيونية العمّاليّة (بالعبريّة: צִיּוֹנוּת סוֹצְיָאלִיסְטִית، وتكتب بالأحرف اللاتينيّة: tziyonut sotzyalistit) هي الجناح الأيسر للحركة الصهيونية، وكانت الصهيونيّة العمالية هي النزعة الأكثر أهمّيّة في الصهيونيّة والمنظّمات الصهيونيّة لسنواتٍ عديدة. فقد اعتبرت نفسها القطّاع الصهيونيّ للحركات العمالية اليهوديّة التاريخيّة في أوروبا الشرقية والوسطى، واستمرّت الصهيونية العمالية بالنموّ حتّى ظهر لها في نهاية المطاف وحدات محلية في معظم الدّول التي يشكّل فيها اليهود نسبةً لا بأس بها من سكّانها. لم يؤمن الصهاينة العمّاليّون بأنّ الدّولة اليهوديّة ستنشأ ببساطة من خلال مناشدة المجتمع الدولي أو دولة قوية مثل بريطانيا أو ألمانيا أو الدولة العثمانية وذلك على عكس التيّار «الصهيونيّ السياسيّ» الذي أسّسه تيودور هرتزل Theodor Herzl والذي أيّده حاييم وايزمان Chaim Weizmann. بدلاً من ذلك، اعتقد الصهاينة العمّاليون أنّ الدولة اليهوديّة لا يمكن أن تنشأ إلا من خلال جهود الطبقة العاملة اليهودية التي تستقر في فلسطين وبناء دولة من خلال إنشاء مجتمع يهودي تقدمي مع الكوبيوتزات (المزارع الجماعية اليهودية kibbutzim) والمجتمعات التعاونية بين المزارعين أو ما يعرف بـ (Moshavim) والطبقة العمالية اليهودية الحضرية (بروليتاريا Proletariat).
نمت الصهيونيّة العمّالية من حيث الحجم والنفوذ وتفوّقت على «الصهيونيّة السياسيّة» بحلول الثلاثينات من القرن العشرين على المستوى الدولي وخلال الانتداب البريطانيّ لفلسطين حيث هيمن الصهاينة العمّاليون على العديد من مؤسّسات المجتمع اليهودي ما قبل الاستقلال أو ما يعرف بالـ (يشوب أو يشوف Yishuv)، وخاصّة الاتّحاد العامّ لنقابات العمّال المعروف باسم الهستدروت (Histadrut). كانت الهاغاناه -أكبر قوّة دفاعيّة صهيونيّة شبه عسكرية- مؤسّسة صهيونيّة عمّاليّة واستخدمت في بعض الأحيان (مثل موسم الصيد the Hunting Season وهو الاسم الذي أُطلق على محاولات الهاغاناه لقمع تمرّد الإرجون ضدّ حكومة الانتداب البريطاني في فلسطين) ضد المعارضين السياسيّين اليمينيّين أو لمساعدة الإدارة البريطانية في القبض على المقاتلين اليهود المنافسين.
لعب الصهاينة العمّاليون دوراً قياديّاً في حرب عام 1948 بين العرب وإسرائيل. وكان غالبيّة قادة الجيش الإسرائيليّ لعقودٍ من الزمن بعد قيام دولة إسرائيل عام 1948 من الصهاينة العمّاليين.
ومن أبرز منظّري الحركة الصهيونية العمّالية: موزس هس، نحمان سيركين، بير بوروخوف، أهارون دافيد جوردون، وضمّت الشخصيّات البارزة في الحركة دافيد بن غوريون، غولدا مائير، وبيرل كاتزنلسون [الإنجليزية].

## الأيديولوجية
ناقش موسى هس في كتابه روما والقدس القضية القومية الأخيرة Rome and Jerusalem The Last National Question الذي نشر عام 1862 فكرةَ استقرار اليهود في فلسطين كوسيلة لتسوية القضية القومية. اقترح هيس إقامة دولة اشتراكية تُوَزَّغُ فيها الأراضي الزراعية بشكل عادلٍ على اليهود ليُكَوِّنوا مجتمعاً زراعيّاً متفوّقاً على المجتمع الحضري (Agrarianism). من خلال عملية «الفداء للوطن» التي من شأنها تحويل المجتمع اليهودي إلى أمّة حقيقية يحتلّ فيها اليهود الطبقات المنتجة في المجتمع بدلاً من كونهم طبقة التجّار الوسطاء غير المنتجين، وهي الطريقة التي يرى بها هس اليهود الأوروبيين.
اقترح بير بوروخوف إنشاء مجتمع اشتراكي من شأنه تصحيح «الهرم المقلوب» للمجتمع اليهودي وذلك بناءً على أعمال وأفكار موسى هس. يعتقد بوروخوف أنّه قد تم إجبار اليهود على الانسحاب من مهنهم الاعتياديّة لتعرّضهم للعداء والمنافسة بسبب يهوديّتهم، مستخدماً هذه الدّيناميكيّة لتفسير الهيمنة النسبيّة للمهنيّين اليهود بدلاً من العمال. وقال أنّ المجتمع اليهوديّ لن يكون سليماً إلا عند تصحيح الهرم المعكوس، وعودة أعداد كبيرة من اليهود للعمل كفلّاحين وعمّال. وهو ما لا يمكن تحقيقه -من وجهة نظر هس- إّلا في دولة اليهود.
تأثّر مفكّر صهيونيّ آخر وهو آي جي غوردون، بالأفكار العرقيّة (völkisch باللغة الألمانيّة) في القوميّة الرومانسية الأوروبية European romantic nationalism، واقترح إقامة مجتمع من الفلاحين اليهود، وصنع غوردون ديناً قائماً على العمل. حفّز كلّ من (غوردون وبوروخوف)، وآخرون مثلهما على إنشاء أوّل مستوطنة يهوديّة جماعيّة، أو كيبوتز باسم دغانيا ألف Degania، على الشاطئ الجنوبي لبحيرة طبريا، وذلك عام 1909 (في نفس العام الذي تأسّست فيه مدينة تل أبيب). حاولت دغانيا والعديد من الكيبوتزات الأخرى التي سرعان ما تبعتها، تحقيق رؤية هؤلاء المفكرين عن طريق إنشاء قرى مجتمعيّة، حيث يتم تعليم اليهود الأوروبيين الوافدين حديثًا الزراعة والمهارات اليدوية الأخرى. [بحاجة لمصدر]
يعتبر جوزيف ترومبلدور أيضاً واحداً من الأيقونات الأولى للحركة الصهيونيّة العمّالية في فلسطين. قال ترومبلدور في شرح معنى أن يكون المرء رائداً يهوديّاً: